# Sinocallipus simplicipodus
Sinocallipus simplicipodus är en mångfotingart som beskrevs av Zhang 1993. Sinocallipus simplicipodus ingår i släktet Sinocallipus och familjen Sinocallipodidae. Inga underarter finns listade i Catalogue of Life.